# Diocèse de Fargo

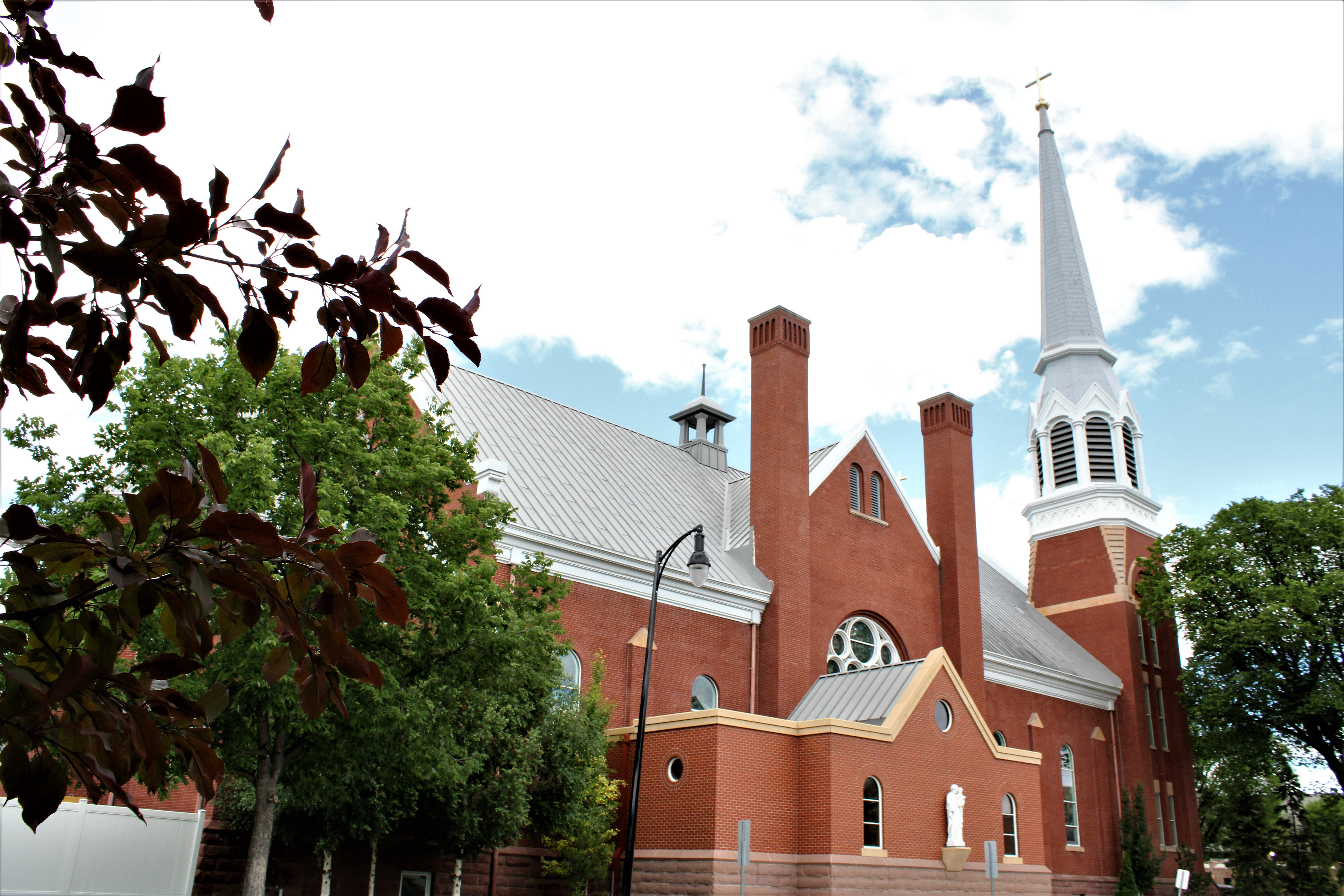
Cathédrale Sainte-Marie de Fargo.

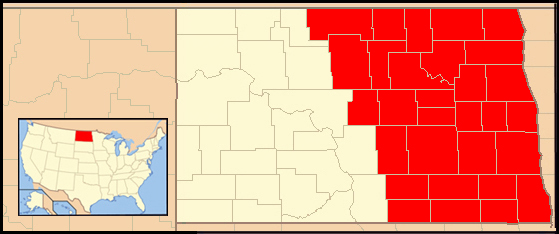
Localisation.

Le diocèse de Fargo (Dioecesis Fargensis) est un siège de l'Église catholique aux États-Unis dans le Dakota du Nord, suffragant de l'archidiocèse de Saint-Paul et Minneapolis. Sa cathédrale est à Fargo, sous le vocable de sainte Marie. Il est tenu par John Folda.

## Histoire
Le diocèse est érigé le 10 novembre 1889 par Léon XIII sous le nom de diocèse de Jamestown. Son nom est changé en diocèse de Fargo le 6 avril 1897, lorsque le siège est transféré de Jamestown à Fargo.
Il cède des portions de territoire lorsque le diocèse de Bismarck est érigé par saint Pie X en 1909.
L'évêque John Folda retire au prêtre Neil Joseph Pfeifer, en janvier 2023, ses responsabilités pastorales à la suite d'allégations d'agressions sexuelles à l'encontre d'une femme .

## Statistiques
- En 1950, le diocèse comptait 75.734 baptisés pour 408.873 habitants (18,5%), 167 prêtres (145 diocésains et 22 réguliers), 4 religieux et 368 religieuses dans 185 paroisses
- En 1966, le diocèse comptait 100.168 baptisés pour 386.748 habitants (25,9%), 192 prêtres (167 diocésains et 25 réguliers), 480 religieuses dans 182 paroisses
- En 1976, le diocèse comptait 97.727 baptisés pour 372.983 habitants (26,2%), 154 prêtres (124 diocésains et 30 réguliers), 39 religieux et 430 religieuses dans 119 paroisses
- En 1999, le diocèse comptait 98.915 baptisés pour 391.000 habitants (25,3%), 162 prêtres (153 diocésains et 9 réguliers), 32 diacres permanents, 8 religieux et 153 religieuses dans 159 paroisses
- En 2006, le diocèse comptait 82.891 baptisés pour 379.821 habitants (21,8%), 127 prêtres (118 diocésains et 9 réguliers), 42 diacres permanents, 10 religieux et 160 religieuses dans 138 paroisses
- En 2016, le diocèse comptait 71.548 baptisés pour 412.669 habitants (17,3%), 119 prêtres (111 diocésains et 8 religieux), 46 diacres permanents, 8 religieux et 85 religieuses dans 131 paroisses[3].

### Articles liés
- Liste des juridictions catholiques aux États-Unis
- Église catholique aux États-Unis